# Ritomo Miyata
Ritomo Miyata (宮田莉朋, Miyata Ritomo, 10 de agosto de 1999) é um piloto de corridas japonês que atualmente compete no Campeonato de Fórmula 2 da FIA com a equipe ART Grand Prix, além de ser reserva da Toyota Gazoo Racing. Ele estreou na Fórmula 2 em 2024 pela Rodin Motorsport, e nesse mesmo ano, foi terceiro colocado na Série Europeia de Le Mans pela Cool Racing. Ele foi campeão da Super Formula em 2023, tendo vencido previamente a Super Fórmula Lights em 2020, e o Campeonato Japonês de F4.
Miyata também é o quinto piloto a ganhar os títulos de Super Fórmula e Super GT no mesmo ano, fazendo isto em 2023.

## Vida pessoal
Miyata se formou na Escola Secundária de Yokohama. Seus pais, fãs de automóveis, o nomearam em homenagem ao Fiat Ritmo. Ele foi diagnosticado com autismo em seus primeiros anos de vida e não conseguiu se adaptar à vida escolar durante o jardim de infância e o ensino fundamental, passando grande parte de sua infância recebendo aconselhamento em vários hospitais; ele usa a corrida como método para controlar seus sintomas.
Miyata é um ávido gamer, muitas vezes, ele leva seu computador e consoles para as corridas. Em setembro de 2023, Miyata tinha mais de 500 vitórias de 1.000 largadas em eventos oficiais do IRacing e ele também participa de eventos de corrida de e-sports pela BS+COMPETITION.

## Carreira
Em 2004 se deu o início da carreira de Miyata no kart, ele foi campeão da classe KF do All-Japan Kart Championship em 2014. Em 2015, após completar 16 anos, ele estreou nos monopostos pelo Campeonato Japonês de Fórmula 4, correndo na equipe RSS nos últimos três finais de semana de corrida da temporada.
Miyata competiu por várias categorias de acesso japonesas, vencendo a Super Formula Lights (anteriormente conhecida como o Campeonato Japonês de Fórmula 3) em 2020, na sua quarta temporada nesta categoria. O título veio após ele vencer 12 das 17 corridas, incluindo todas as provas da rodada de abertura em Twin Ring Motegi, e a penúltima corrida no Circuito de Suzuka, onde ele se sagrou campeão.

### SuperGT

#### GT300 (2018–2019)
Miyata estreou no Super GT em 2018 pela classe GT300 para a equipe cliente da Lexus, LM Corsa, e ele registrou seu primeiro pódio no Circuito Internacional de Chang, em Buriram, na Tailândia, onde ele e o copiloto Hiroki Yoshimoto terminaram em terceiro.
Na sua segunda temporada, Miyata obteve sua primeira vitória durante a sexta rodada em Autopolis, após uma investida de Yoshimoto no final da corrida para assumir a liderança a quatro voltas do fim. Miyata e Yoshimoto também venceram ambas as corridas do esporte automobilístico Web Sprint Cup, uma corrida de apoio apenas para GT3 e GT300 realizada durante o fim de semana inaugural do Super GT x DTM Dream Race no Fuji Speedway.

#### GT500 (2020-presente)

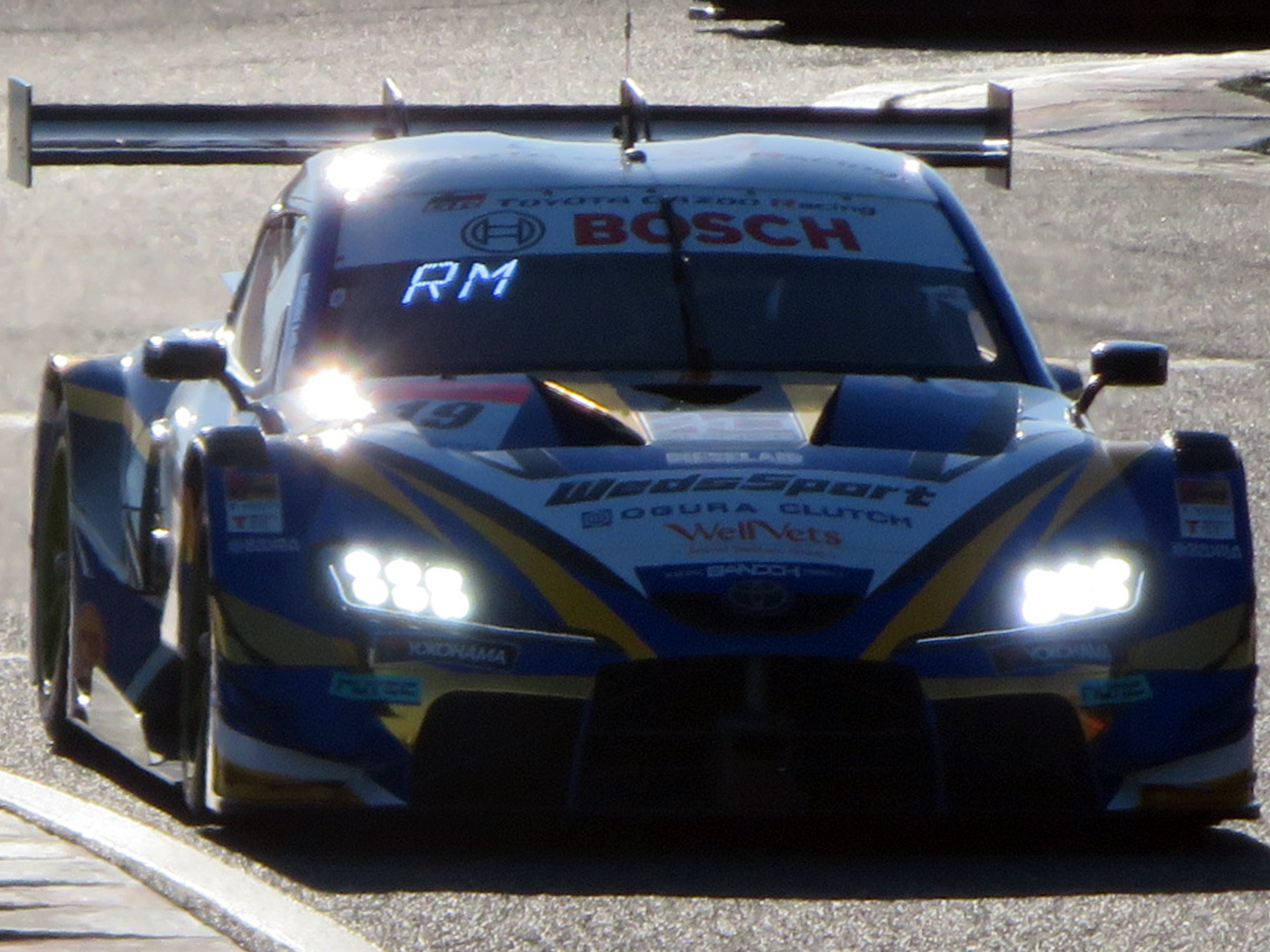
Miyata fez sua estreia no Super GT GT500 em tempo integral em 2020 com o Racing Project Bandoh

Em 2019, Miyata fez sua estreia única no GT500 na Fuji GT 500 km Race, quando substituiu Kazuki Nakajima na TOM'S, pilotando o Lexus LC 500 número 36 ao lado de Yuhi Sekiguchi.
No ano seguinte, a Toyota Gazoo Racing confirmou que Miyata avançaria para o GT500 em tempo integral com a TGR Team WedsSport Bandoh, dirigindo o novo Toyota GR Supra GT500 ao lado de Yuji Kunimoto. Miyata marcou cinco resultados entre os dez primeiros, incluindo o melhor resultado com o sétimo lugar na quinta rodada em Fuji.
Miyata permaneceu na equipe WedsSport Bandoh para uma segunda temporada em 2021. Ele fez a sua primeira pole position nos 500 km de Fuji e terminou em segundo na rodada seguinte em Motegi, conquistando seu primeiro pódio no GT500. Miyata e Kunimoto terminariam novamente em segundo na sétima rodada em Motegi, terminando a temporada em 11.º na classificação.

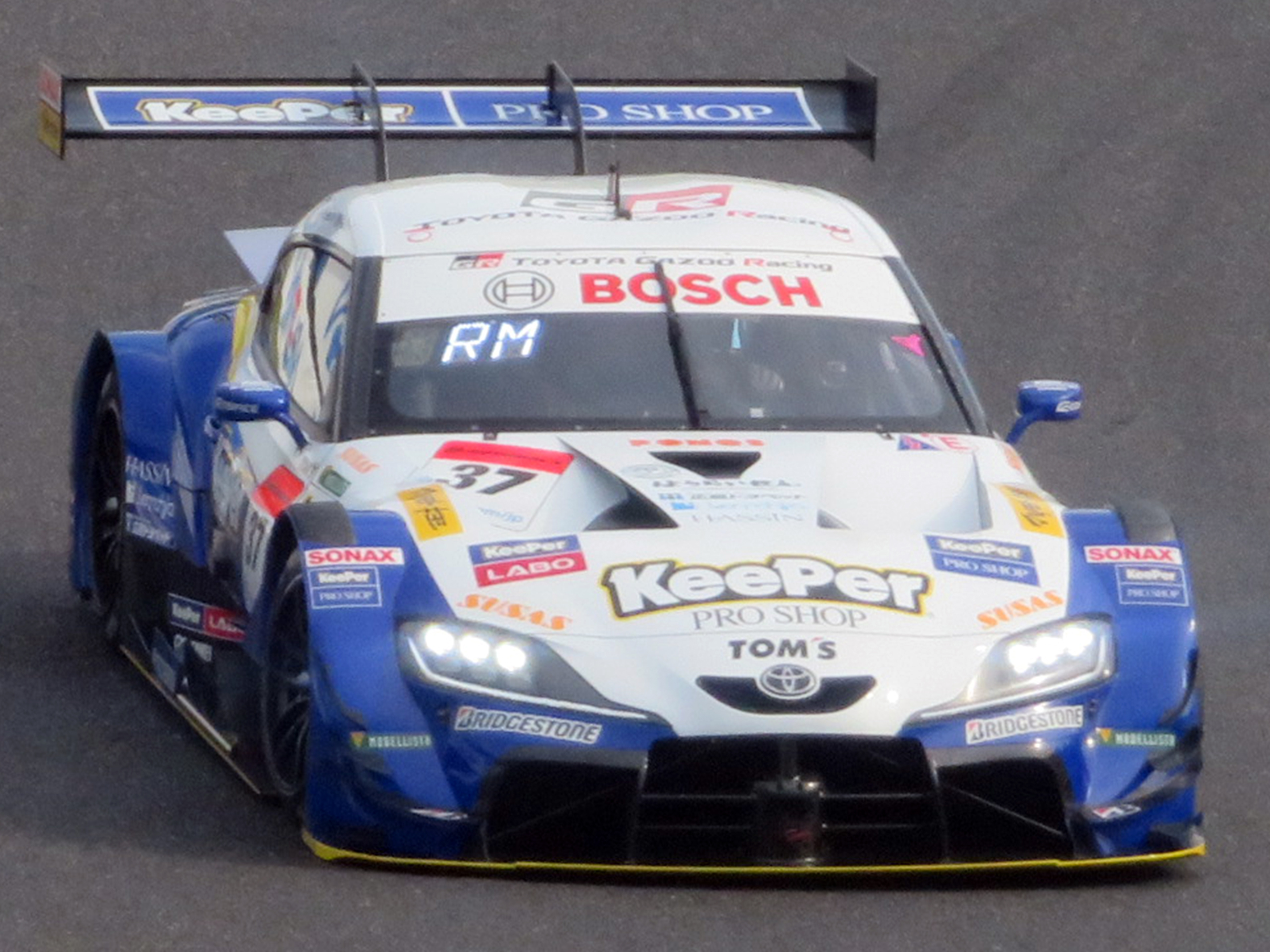
Miyata dirigiu pela TOM na classe 2022 Super GT Series GT500

Depois de duas temporadas, Miyata foi transferido para a TOM'S em 2022. Ele se juntou ao carro de número 37, substituindo Ryo Hirakawa, que se transferiu para o Campeonato Mundial de Endurance, e formando uma nova parceria com seu ex-rival na F3 Japonesa, Sacha Fenestraz. A dupla obteve as primeiras vitórias da carreira no GT500 durante a corrida Fuji GT 450 km em agosto, e ambos terminaram em sexto lugar no campeonato de pilotos, com seis resultados entre os dez primeiros e dois pódios.
Em 2023, Miyata assumiu permanentemente o carro número 36, com Sho Tsuboi guiando ao seu lado. Miyata e Tsuboi venceram a corrida de 450 km da Golden Week em Fuji e terminaram em segundo na rodada seguinte em Suzuka. A dupla venceu a segunda corrida em Autopolis na penúltima etapa da temporada, o que lhes deu uma vantagem de sete pontos antes da corrida final em Motegi. No final da corrida, Miyata estava em segundo lugar, o que teria dado o campeonato à TOM'S, à frente dos pilotos da NDDP Racing Katsumasa Chiyo e Mitsunori Takaboshi. No entanto, Takaboshi rodou enquanto liderava e Miyata assumiu a primeira colocação a cinco voltas do fim, o que permitiu que ele e Tsuboi conquistassem a terceira vitória da temporada e garantissem o título.
Isso fez de Miyata o quinto piloto a vencer a Super GT GT500 e Super Fórmula no mesmo ano, juntando-se a Pedro de la Rosa (1996), Satoshi Motoyama (2003), Richard Lyons (2004) e Naoki Yamamoto (2018 e 2020).

### Super Fórmula (2020–2023)
Miyata fez sua estreia no campeonato de Super Fórmula em 2020 na Vantelin Team TOM'S, substituindo o ex-piloto de Fórmula 1 Kazuki Nakajima, que tinha compromissos no WEC que o dificultavam de se deslocar ao Japão por conta das restrições de viagens impostas durante a pandemia de COVID-19. Nesse ano, ele correu apenas duas corridas, nas quais terminou em nono e em oitavo.
Depois de vencer o campeonato Super Formula Lights, Miyata conquistou uma vaga na Super Formula em tempo integral com a TOM'S em 2021, substituindo Nick Cassidy. Ele terminou em décimo no campeonato e seu melhor resultado foi um quarto lugar em uma corrida em Autopolis, que foi encurtada por conta da chuva.
Em 2022, ele conseguiu seu primeiro pódio, um terceiro lugar, na segunda rodada em Fuji. Ele terminou a temporada com mais um terceiro lugar na rodada final em Suzuka, e ficou em quarto lugar na classificação final do campeonato.
Em 2023, Miyata finalmente obteve suas primeiras vitórias na Super Fórmula, e na última rodada em Suzuka, bastou um terceiro lugar para ele conquistar o campeonato à frente do piloto reserva da Red Bull Racing, Liam Lawson e do bicampeão da categoria Tomoki Nojiri.
Devido aos seus compromissos na ELMS e na F2, Miyata anunciou que não poderá defender seu título da Super Fórmula em 2024.

### Fórmula 2

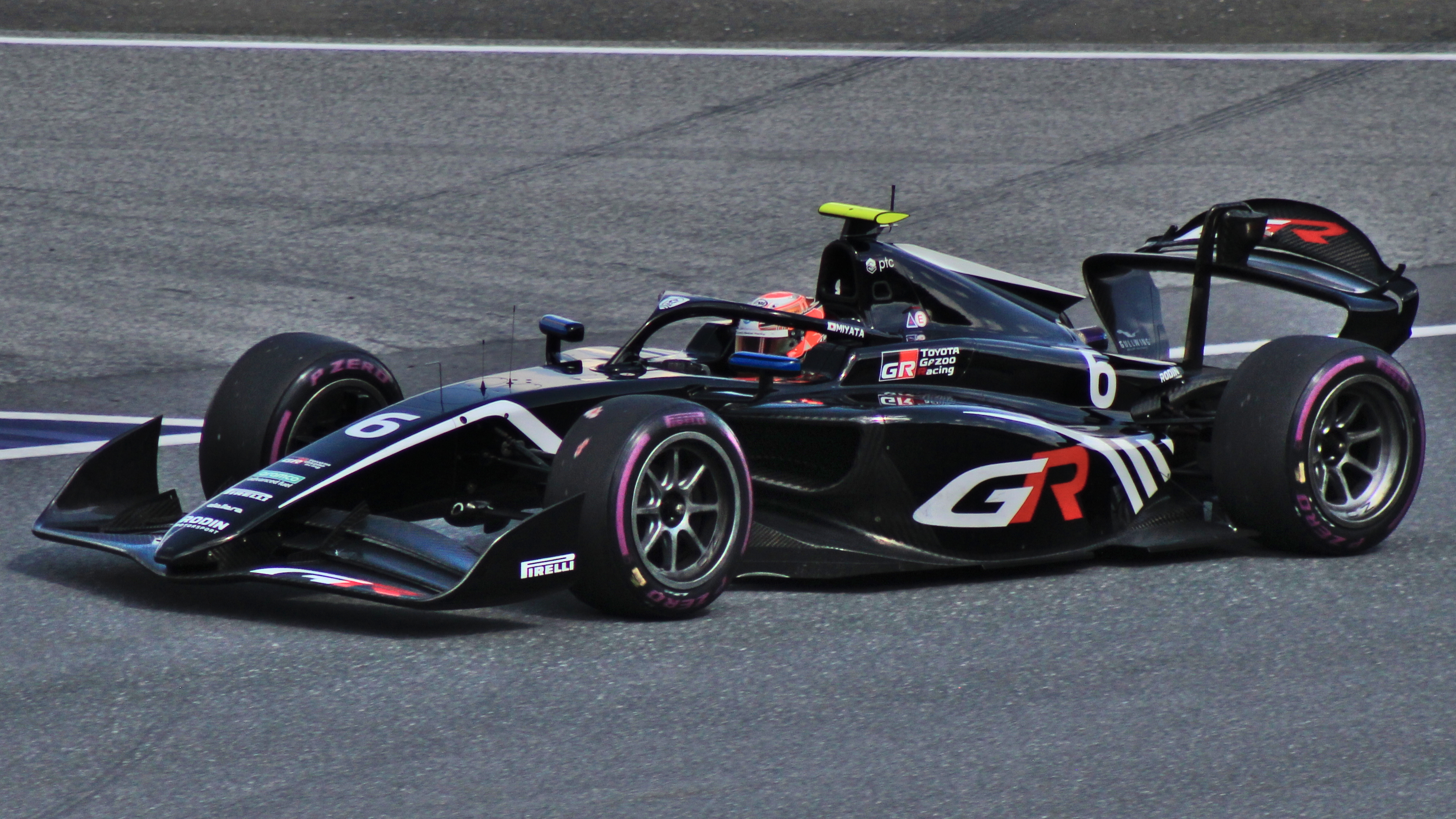
Miyata no Red Bull Ring em 2024

#### Rodin (2024)
Em novembro de 2023, foi divulgado que Miyata disputaria a temporada da Fórmula 2 de 2024 com a Rodin Motorsport ao lado de Zane Maloney, com Leonardo Fornaroli sendo seu companheiro na última rodada. Os melhores resultados de Miyata foram um par de quintos lugares na rodada da Austrália, e o japonês terminou o campeonato em 19.º, com os mesmos 31 pontos de Juan Manuel Correa, que ficou acima de Miyata por ter um pódio. No duelo interno, Miyata foi superado por Maloney, o quarto colocado, por mais de cem pontos de diferença.

#### ART (2025)
Em 10 de dezembro de 2024, foi anunciado que Miyata se transferiria para a ART Grand Prix, para a disputa da temporada 2025 da Fórmula 2.

### Carreira em corridas de resistência (2023 –presente)
Em 30 de maio de 2023, a Toyota Gazoo Racing anunciou que Miyata havia sido selecionado como piloto do programa WEC Challenge, com o objetivo de desenvolver uma carreira rumo à categoria principal do Campeonato Mundial de Endurance da FIA. Miyata juntou-se à Toyota como convidado nas 24 Horas de Le Mans de 2023 e ao final da temporada, disputou as 6 Horas de Monza.
Nas 6 Horas de Fuji, Miyata estreou no WEC na classe LMGTE Am, pilotando uma Ferrari 488 GTE Evo pela Kessel Racing com a bênção da Toyota. Miyata terminou em terceiro, depois de ter sido rebaixado do segundo lugar após uma penalidade de tempo pós-corrida por não reduzir sua velocidade durante uma bandeira amarela.

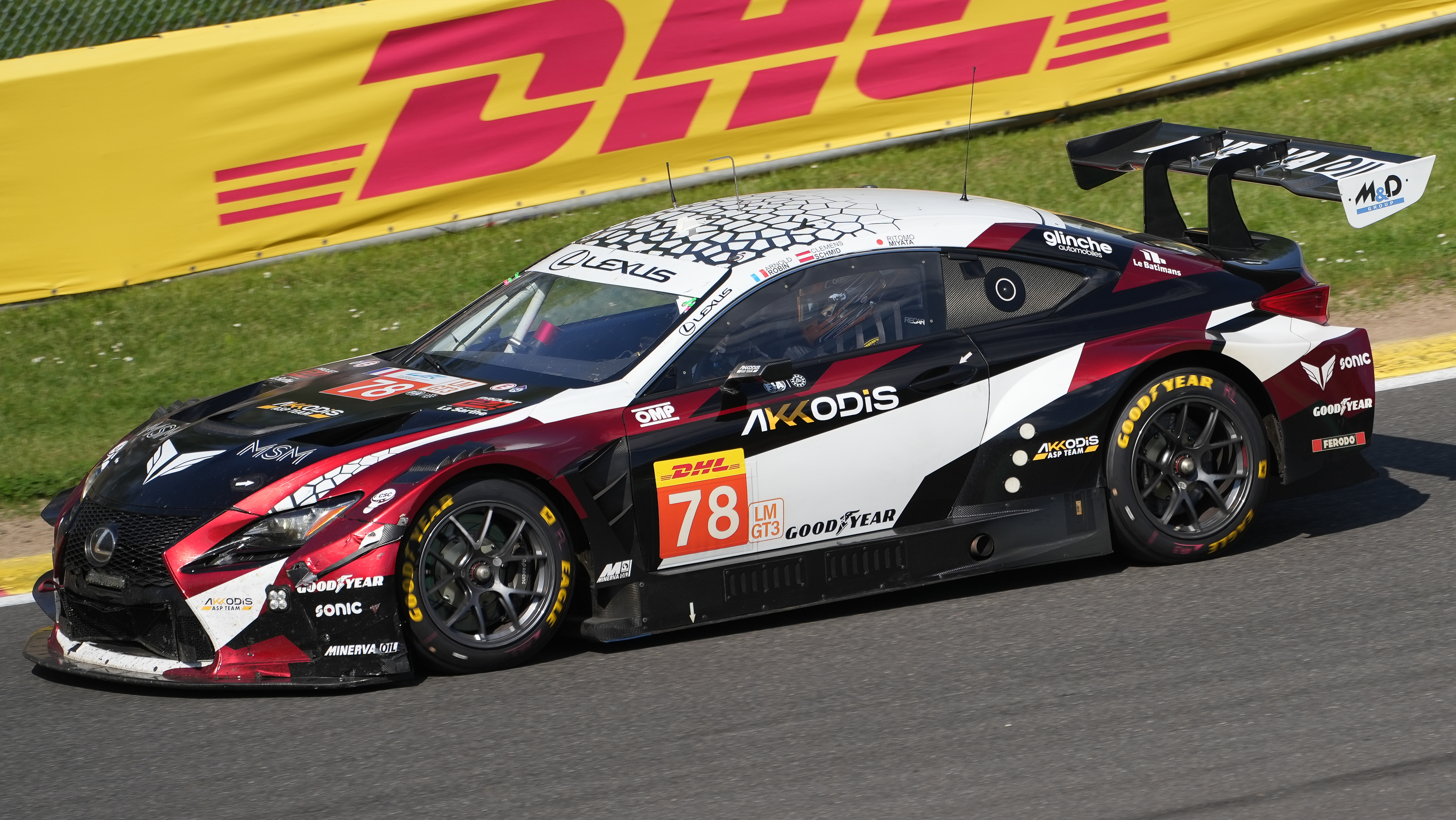
Carro de Miyata nas 6 Horas de Spa-Francorchamps de 2024

Em novembro de 2023, Miyata foi confirmado para correr na Série Europeia de Le Mans pela Cool Racing ao lado de Malthe Jakobsen e Lorenzo Fluxá. Seu trio venceu a primeira e a última rodadas, ficando na terceira posição no campeonato de pilotos.
Miyata e seus colegas da Cool Racing também fizeram uma aparição nas 24 Horas de Le Mans de 2024, correndo na classe LMP2, e o trio ficou em 26.º na classificação geral e em 12.º na sua própria classe. Antes, o japonês já tinha feito outra participação no Mundial de Endurance ao correr nas 6 Horas de Spa-Francorchamps como substituto de Kelvin van der Linde no carro Lexus RC F LMGT3 número 78 da Akkodis ASP Team, ficando em décimo lugar.